# Eucalyptus banksii
Eucalyptus banksii ist eine Pflanzenart innerhalb der Familie der Myrtengewächse (Myrtaceae). Sie kommt nur im äußersten Nordosten von New South Wales und im äußersten Südosten von Queensland vor und wird dort „Tenterfield Woolybutt“ genannt.

## Beschreibung

### Erscheinungsbild und Blatt
Eucalyptus banksii wächst als Baum, der Wuchshöhen von bis zu 30 Meter erreicht. Die Borke verbleibt am Stamm und den größeren Ästen, ist grau mit weißlichen Flecken und fasrig-stückig. An den oberen Teilen des Baumes ist sie glatt, grau und schält sich in kurzen Bändern. Die kleinen Zweige besitzen eine grüne Rinde. Im Mark gibt es Öldrüsen, in der Borke nicht.
Bei Eucalyptus banksii liegt Heterophyllie vor. Die Laubblätter an jungen Exemplaren sind gegenständig, sitzend, und matt grau-grün oder blaugrün bereift oder bemehlt. Ihre Blattspreite ist bei einer Länge von etwa 12 cm und einer Breite von etwa 0,7 cm kreis- bis herzförmig eiförmig, gekerbt und gerade. Die Blattstiele an erwachsenen Exemplaren sind bei einer Länge von 20 bis 30 mm schmal abgeflacht oder kanalförmig. Die glänzend grünen Laubblätter an erwachsenen Exemplaren mit gleichfarbigen Ober- und Unterseiten sind bei einer Länge von 12 bis 20 cm und einer Breite von 2 bis 3 cm lanzettlich, relativ dick, verjüngen sich zur Spreitenbasis hin und besitzen ein spitzes oder zugespitztes oberes Ende. Die kaum erkennbaren Seitennerven gehen in mittleren Abständen in einem spitzen oder sehr spitzen Winkel vom Mittelnerv ab. Die Keimblätter (Kotyledone) sind fast kreisförmig.

### Blütenstand und Blüte
An einem im Querschnitt stielrunden, 2 bis 8 mm langen Blütenstandsschaft stehen in zusammengesetzten Gesamtblütenständen etwa siebenblütige Teilblütenstände. Die Blütenknospen können sitzend sein oder es ist ein stielrunder Blütenstiel kann vorhanden. Die eiförmigen oder kurz-zylindrischen Blütenknospen sind bei einer Länge von 4 bis 6 mm und einem Durchmesser von 3 bis 5 mm nicht blaugrün bemehlt oder bereift. Die Kelchblätter bilden eine Calyptra, die früh abfällt. Die glatte Calyptra ist halbkugelig oder konisch, ebenso lang wie der glatte Blütenbecher (Hypanthium) oder kürzer und so breit oder schmaler als dieser. Die Blüten sind weiß oder cremeweiß.

### Frucht
Die nicht gestielte Frucht ist bei einer Länge von 4 bis 6 mm und einem Durchmesser von 5 bis 7 mm kugelig oder halbkugelig und drei- bis vierfächerig. Der Diskus ist flach oder angehoben, die Fruchtfächer stehen hervor.

## Vorkommen
Das natürliche Verbreitungsgebiet von Eucalyptus banksii ist nördlich von Armidale östlich von Tenterfield (worin der englische Trivialname begründet ist) im äußersten Nordosten von New South Wales und im angrenzenden südöstlichen Queensland.
Eucalyptus banksii wächst vereinzelt, aber örtlich auch häufig, in trockenen Hartlaubwäldern.

## Taxonomie
Die Erstbeschreibung von Eucalyptus banksii erfolgte 1905 durch Joseph Maiden unter dem Titel Miscellaneous notes (chiefly taxonomic) on Eucalyptus. I. in Proceedings of the Linnean Society of New South Wales, Volume 29, Issue 4, S. 774. Das Typusmaterial weist die Beschriftung „On the sides of hills at an elevation of about 3,500 feet in the Wallangarra (New South Wales–Queensland border) district (J. L. Boorman, August, 1904); Emmaville (J. L. Boorman, October, 1901)“ auf. Maiden schreibt: “I dedicate this interesting species in honour of the great Sir Joseph Banks.” (ins Deutsche übersetzt: Ich widme diese interessante Art dem großartigen Sir Joseph Banks). Deshalb ehrt das Artepitheton banksii den englischen Naturforscher, insbesondere Botaniker Joseph Banks.